# Дівчина з високим ударом!
High Kick Girl! (яп. ハイキック・ガール!, англ. High Kick Girl!) — японський бойовий фільм 2009 року, режисером і співавтором сценарію якого є Фуюхіко Ніші. У головній ролі дебютує Ріна Такеда, яка є чемпіонкою з карате та володаркою чорного поясу. Фільм відомий своїм акцентом на реалістичні бойові сцени без використання тросів чи спецефектів, демонструючи справжню майстерність акторів-каратистів.

## Сюжет
Кей Цучія (Ріна Такеда) — талановита старшокласниця та володарка коричневого поясу з карате. Вона прагне отримати чорний пояс, але її сенсей Йошіакі Мацумура (Тацуя Нака) відмовляється підвищити її ранг через її зарозумілість та агресивну поведінку. Розчарована, Кей приєднується до таємничої організації «Руйнівники», яка обіцяє їй визнання та можливість довести свою силу. Однак вона швидко розуміє, що справжньою ціллю «Руйнівників» є її сенсей, і тепер їй доведеться захищати його та переосмислити свої цінності.

## У ролях
| Актор          | Роль             |
| -------------- | ---------------- |
| Ріна Такеда    | Кей Цучія        |
| Тацуя Нака     | Йошіакі Мацумура |
| Рюкі Такахаші  | Рьосуке Накама   |
| Кьоджі Амано   | Кенга            |
| Маю Гамо       | Хіен             |
| Хісае Ватанабе | Шурей            |
| Акіхіто Яґі    | Куукен           |
| Саяка Акімото  | Ріка             |

## Виробництво
Режисером фільму виступив Фуюхіко Ніші, відомий своєю роботою над фільмом Shaolin Girl. Сценарій написаний у співавторстві з Йошікацу Кімурою. Зйомки проходили в Японії, а фільм був випущений 30 травня 2009 року.

## Відгуки
Фільм отримав змішані відгуки. The Japan Times оцінив його на 2.5 з 5, зазначивши, що хоча бойові сцени вражають, сюжет залишає бажати кращого. Nippon Cinema також дала середню оцінку, підкреслюючи реалістичність бойових сцен, але критикуючи слабкий сюжет.